# Selección de waterpolo de Canadá
La Selección de waterpolo de Canadá es el equipo formado por jugadores de nacionalidad canadiense que representa en las competiciones internacionales de waterpolo.
En el 2019 participó en los Juegos Panamericanos de Lima.